# Торлацький діалект
Торлацький діалект (серб. Торлачки дијалект, серб. Torlački dijalekt, болг. Торлашки диалект, мак. Торлачки говор) — перехідний південнослов'янський говір, розповсюджений в південно-східній Сербії, західній Болгарії, північній Македонії, Косово. Ним також розмовляють хорвати-en в Румунії.

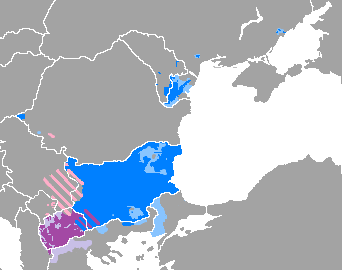
Торлацькі говори та східні південнослов'янські мови (болгарська та македонська мови)

## Класифікація

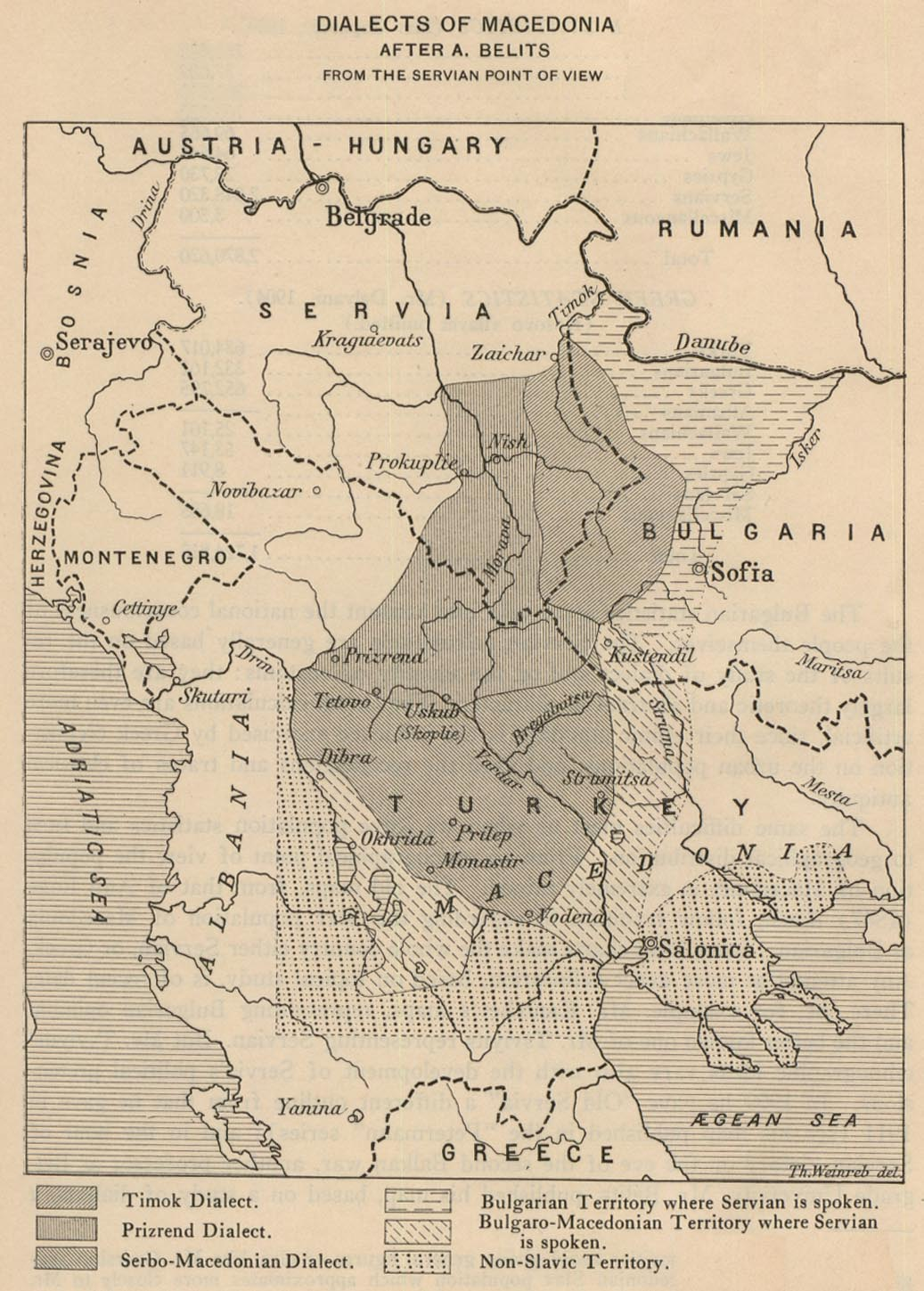
Торлацькі діалекти на мапі балканських мов, 1914 рік

Приналежність торлацького діалекту до певної мови є проблемою в більшій мірі політичною, ніж лінгвістичною. Болгарські вчені відносять його до західноболгарських говорів (болг. Белоградчишко-Трънски говор), сербські — одним з чотирьох наріч сербськохорватського діалектного континууму (поряд зі штокавським, чакавським і кайкавським говорами). Раніше торлацький відносили до штокавського говору.

## Носії
Носії торлацького діалекту в основному ідентифікують себе як серби. В залежності від країни проживання можуть називати себе також болгарами, македонцями або хорватами.